# GSHHG
GSHHG (englisch Global Self-consistent, Hierarchical, High-resolution Geography Database; früher englisch Global Self-consistent, Hierarchical, High-resolution Shoreline Database (GSHHS)) ist ein freier geographischer Datensatz. Er umfasst Küstenlinien, Flüsse, Gewässer und Grenzen in verschiedenen Auflösungen. Er basiert auf den World Vector Shorelines (WVS), der CIA World Data Bank II (WDBII) und dem Atlas of the Cryosphere (AC).